# Leptothorax massiliensis
Leptothorax massiliensis är en myrart som beskrevs av Jean Bondroit 1918. Leptothorax massiliensis ingår i släktet smalmyror, och familjen myror. Inga underarter finns listade i Catalogue of Life.